# Baștea, Hunedoara
Baștea este un sat în comuna Lăpugiu de Jos din județul Hunedoara, Transilvania, România. Din 1999, satul a rămas fără locuitori.

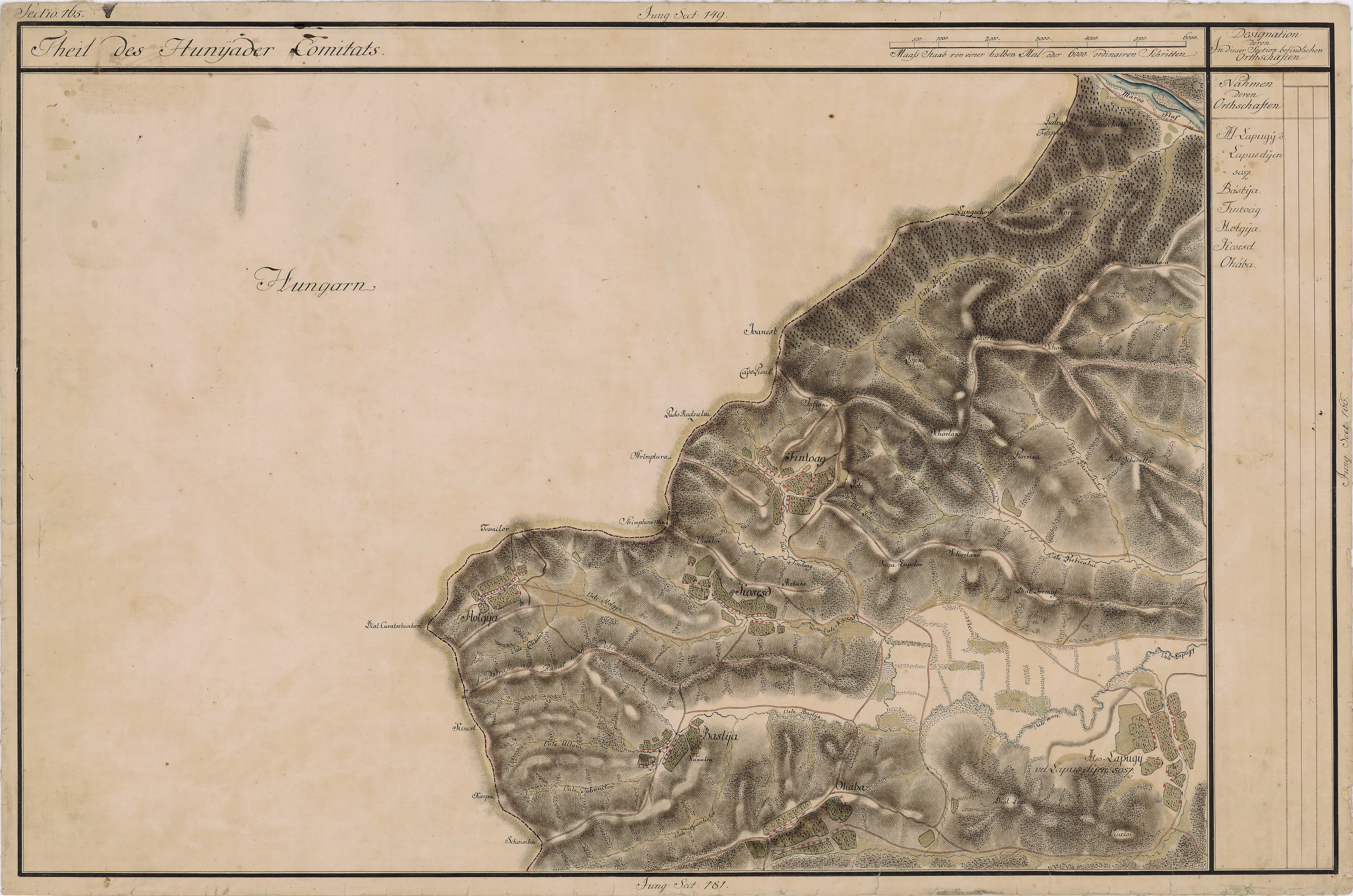
Baștea în Harta Iosefină a Transilvaniei, 1769-1773

În 1989 satul avea 40 de gospodării, cu zeci de case solide din cărămidă, însă cu timpul localitatea și-a restrâns vatra satului. În prezent mai sunt în picioare doar 3 case.
Reprezentanții Primăriei Municipiului Hunedoara au supus în 2017 dezbaterii publice un proiect de hotărâre, ce vizează informarea și consultarea publicului și a planului urbanistic de detaliu, privind strămutarea bisericii cu hramul "Sfânta Cuvioasa Paraschiva" din satul Baștea în localitatea Hunedoara.